# 保守点検用電気計測器
保守点検用電気計測器（ほしゅてんけんようでんきけいそくき）とは、電力機器・電子機器・電気回路・電子回路などの保守・点検を行うための携帯型電気計器である。

## 保守点検用電気計測器の例
- 回路計（テスター）
  - アナログマルチメータ
  - デジタルマルチメータ
- 架線電流計（クランプメータ）
  - 交流用 : 計器用変流器を使用
  - 交直両用 : ホール素子を使用
- 絶縁抵抗計（メガー）
- 接地抵抗計
- 検相器
- ターンδ測定器
- 接触抵抗測定器
- 静電容量測定器
- ロジック・アナライザ
- オシロスコープ
- 電荷測定器
- 低周波発振器（テスト・オシレータ）
- 信号発生器（ファンクションジェネレータ）
- スペクトラムアナライザ（スペアナ）
- 無線機総合試験器（ラジオテスター）